# Tito de Barros
Tito de Barros (Murici, 1878 — Rio de Janeiro, 1946) foi um poeta e jornalista brasileiro, fundador da Academia Alagoana de Letras.